# Giovanni Battista Ramenghi

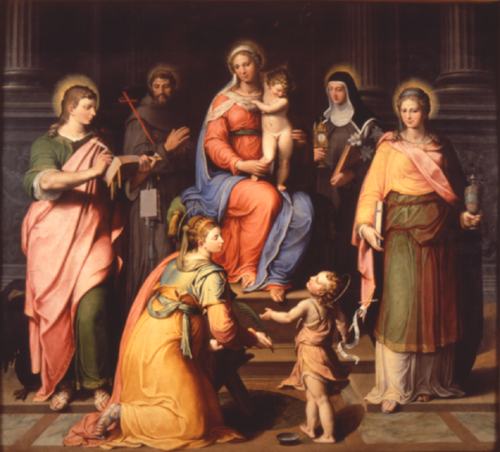
Madonna col Bambino e i santi Giovanni Evangelista e Battista, Francesco, Clara, Caterina, Maria Maddalena. Pinacoteca Nazionale di Bologna

Giovanni Battista Ramenghi, conosciuto anche come Bagnacavallo junior o Bagnacavallo il giovane (Bologna, 1521 – Bologna, 1601), è stato un pittore italiano, figlio del più noto Bartolomeo Ramenghi (detto il Bagnacavallo).

## Biografia
Figlio del pittore Bartolomeo Ramenghi, il Bagnacavallo, si formò nella bottega del padre. Ha accompagnato il Primaticcio nel suo viaggio in Francia, dove ha vissuto per qualche tempo influenzato dalla Scuola di Fontainebleau.
Ramenghi ha rappresentato nel suo tempo la fazione più conservatrice della scuola bolognese, ancora post-raffaellesca, mentre nuovi impulsi sorgevano nel panorama pittorico e nella stessa Bologna cominciava ad emergere il giovane Annibale Carracci, che iniziava una nuova era di splendore artistico alla sua città. Nel frattempo, Bagnacavallo il Giovane semplicemente si adattava alle richieste di una committenza conservatrice, legata alla Controriforma, che imponeva gravi restrizioni alla libertà artistica in Italia nella seconda metà del XVI secolo.

## Opere
- Incredulità di San Tommaso, chiesa di San Girolamo, Bagnacavallo
- Pala del Rosario, chiesa del Carmine, Bagnacavallo
- La Sacra Conversazione coi Santo Domenico e Caterina da Siena, Museo civico delle Capuccine, Bagnacavallo
- Madonna con Bambino, san Giovannino, santa Caterina d'Alessandria e san Domenico, Pinacoteca civica di Forlì
- Madonna col Bambino e i santi Giovanni Evangelista e Battista, Francesco, Clara, Caterina, Maria Maddalena (firmato e datato 1563), Pinacoteca Nazionale di Bologna
- Matrimonio mistico di santa Caterina, Pinacoteca Nazionale di Bologna
- Crocifissione di Cristo con san Giovanni Evangelista, santa Maria Maddalena e san Luca, Civitella di Romagna, Santuario della Madonna della Suasia
- Crocefisso con la Madonna e tre Santi, Bologna, chiesa di Sant'Isaia
- Il matrimonio mistico di santa Caterina, Musée Jeanne d'Aboville, La Fère (Francia)
- Adorazione dei pastori, Pinacoteca Civica "Il Guercino", Cento, (Italia)